# Waplewo (Jedwabno)
Waplewo (deutsch Waplitz) ist ein Dorf in der polnischen Woiwodschaft Ermland-Masuren. Es gehört zur Gmina Jedwabno (Landgemeinde Jedwabno, von 1938 bis 1945 Gedwangen) im Powiat Szczycieński (Kreis Ortelsburg).

## Geographische Lage
Waplewo liegt in der südlichen Mitte der Woiwodschaft Ermland-Masuren, 16 Kilometer westlich der Kreisstadt Szczytno (deutsch Ortelsburg).
|  |

## Geschichte
Mehrere Handfesten gewähren einen Einblick in die älteste Geschichte von Waplitz: die Gründungsurkunde stellte der Ordens-Hochmeister Konrad Zöllner von Rotenstein im Jahre 1388 für Bartusch von Wapplis aus. Nachdem das Ortsareal um zwei weitere Güter ergänzt worden war, erhielten die Brüder Nicla, Konrad und Kaspar das eine Gut von Konrad von Wallenrode im Jahre 1392, während das andere Gut 1394 von Konrad von Jungingen an Symon von Wappelsdorf ging. 1429 stellte Wilhelm Graf von Eysenberg eine Handfeste über Land an Peter und Andreas zu Wappliesdorf aus.

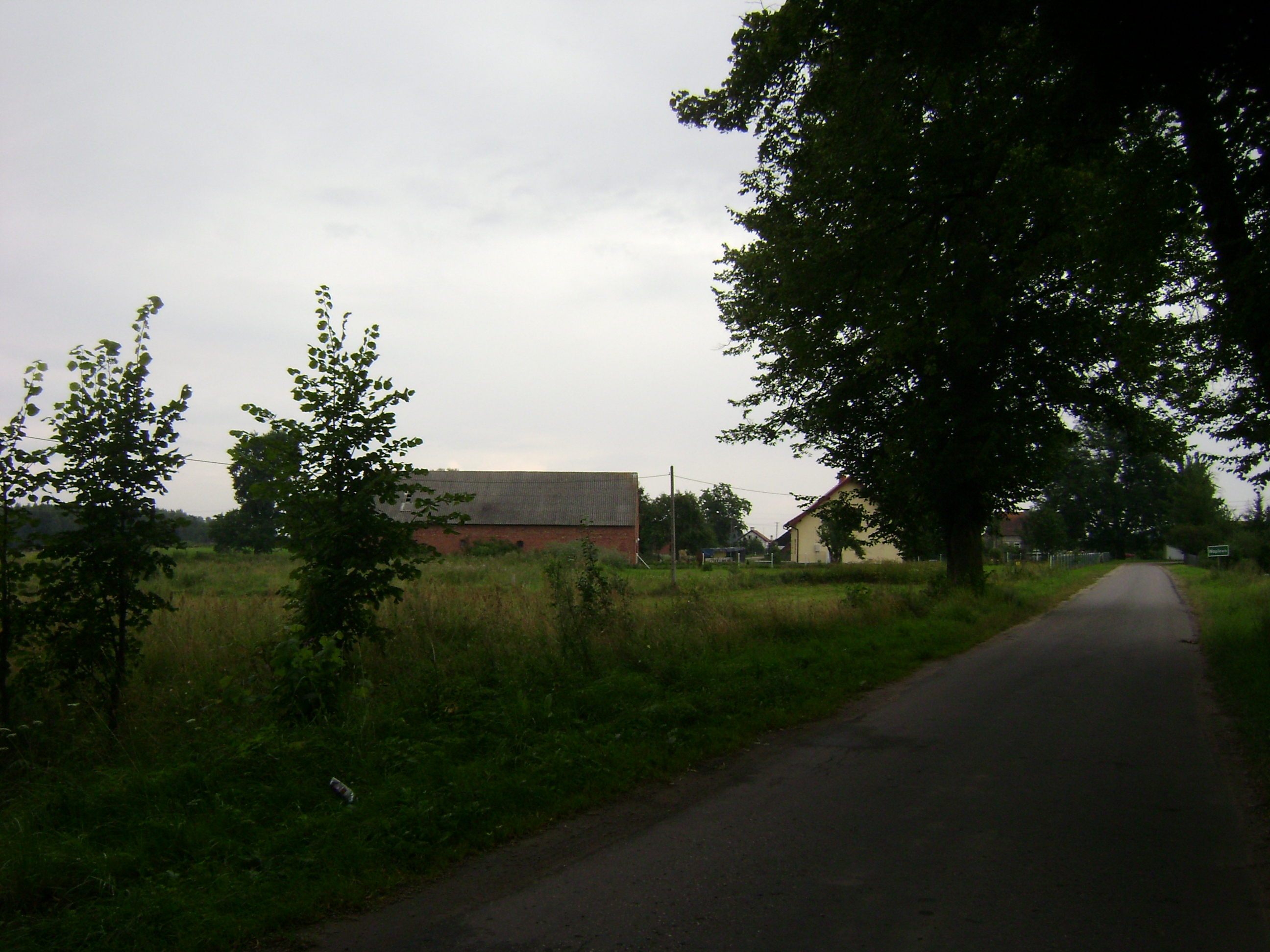
Ortsansicht Waplewo

Am 4. Juli 1670 wurden von der Dorfgemarkung neuneinhalb Huben abgezweigt und zu adligen Rechten an die Familien von Naguschewski und von Bogdanski verschrieben. Sie erscheinen im 18. Jahrhundert unter dem Namen „Waplitz A“ bzw. „Waplitz B“.
Als 1874 der Amtsbezirk Nareythen (polnisch Narajty) im ostpreußischen Kreis Ortelsburg errichtet wurde, wurden Adlig Waplitz und Königlich Waplitz eingegliedert. Am 4. März 1881 dann wurde der Gutsbezirk Adlig Waplitz mit dem Gemeindebezirk Königlich Waplitz durch königlichen Erlass unter dem Namen „Waplitz“ zusammengeschlossen.
274 Einwohner waren im Jahre 1910 in Waplitz gemeldet. Ihre Zahl belief sich 1933 auf 262 und 1939 auf 230.
Mit dem gesamten südlichen Ostpreußen wurde Waplitz 1945 in Kriegsfolge an Polen überstellt. Das Dorf erhielt die polnische Namensform „Waplewo“ und ist heute mit dem Sitz eines Schulzenamts (polnisch Sołectwo) eine Ortschaft im Verbund der Landgemeinde Jedwabno (Jedwabno, 1938 bis 1945 Gedwangen) im Powiat Szczycieński (Kreis Ortelsburg), bis 1998 der Woiwodschaft Olsztyn, seither der Woiwodschaft Ermland-Masuren (mit Sitz in Olsztyn (Allenstein)) zugehörig. Im Jahre 2011 zählte Waplewo 172 Einwohner.

## Kirche
Bis 1945 war Waplitz in die evangelische Kirche Passenheim in der Kirchenprovinz Ostpreußen der Kirche der Altpreußischen Union und in die römisch-katholische Kirche Passenheim im Bistum Ermland eingepfarrt.
Heute gehört Waplewo evangelischerseits zur Kirche in Pasym in der Diözese Masuren der Evangelisch-Augsburgischen Kirche in Polen, katholischerseits zur Pfarrei Pasym bzw. Jedwabno im jetzigen Erzbistum Ermland.

## Verkehr
Waplewo liegt an einer Nebenstraße, die bei Grom (Grammen) von der polnischen Landesstraße 53 (frühere deutsche Reichsstraße 134) abzweigt und über Jurgi (Georgensguth) und Dźwiersztyny (Schwirgstein) nach Rutki (Klein Ruttken, 1938 bis 1945 Kleinruten) führt. Von der Straße Pasym–Jedwabno führt ein Abzweig nach Waplewo. Eine Anbindung an den Bahnverkehr besteht nicht.